# 深裂眶鋸雀鯛
深裂眶鋸雀鯛（學名：Stegastes partitus），又稱深裂高身雀鯛，為輻鰭魚綱雀鯛科眶鋸雀鯛屬下的一個種，分布於西大西洋美國佛羅里達州南部、巴哈馬、加勒比海海域，深度0至100公尺，本魚體呈橢圓形而側扁，吻短而鈍圓。口中型，具頜齒，小而呈圓錐狀，眶下骨裸出，下緣具鋸齒，前鰓蓋骨後緣具鋸齒，下鰓蓋骨後緣無鋸齒，體被櫛鱗，頭部和身體前半部呈深灰色或黑色，後半部淺色，通常帶有一些黃色，顏色因地區而異，背鰭硬棘12枚、背鰭軟條14-17枚、臀鰭硬棘2枚、臀鰭軟條13-15枚，體長可達10公分，棲息在水淺的珊瑚礁及較深的孤立礁石，屬雜食性，以藻類及小型無脊椎動物為食，具有領域性，繁殖期時成對出現，雄魚會守護卵直到孵化，生活習性不明，可做為觀賞魚。